# Herald Sun
«Геральд Сан» (англ. Herald Sun; досл.: «Утренний вестник») — утренний таблоид, выходящий в Мельбурне, Австралия. Её издателем является корпорация The Herald and Weekly Times Ltd, которая является частью компании News Limited и принадлежит медийному магнату Руперту Мердоку. Газета поступает в продажу в основном в Мельбурне, а также в других городах штата Виктория. Основу её статей составляют материалы, принадлежащие News Limited, которые также выходят в других австралийских газетах, принадлежащих корпорации.
Herald Sun является наиболее популярной и издаваемой газетой Австралии, её недельный тираж составляет 551 100 экземпляров, а количество читателей оценивается примерно в 1,5 млн человек. Среди колумнистов работает Рита Панахи.